# Ellie Daniel
Eleanor „Ellie“ Suzanne Daniel, nach Heirat Eleanor Suzanne Drye, (* 11. Juni 1950 in Philadelphia) ist eine ehemalige Schwimmerin aus den Vereinigten Staaten. Sie gewann bei den Olympischen Spielen 1968 je eine Gold-, Silber- und Bronzemedaille und bei den Olympischen Spielen 1972 eine Bronzemedaille. Bei Panamerikanischen Spielen erschwamm sie zwei Goldmedaillen.

## Sportliche Karriere
Ellie Daniel begann mit dem Schwimmsport beim Vesper Boat Club unter Trainerin Mary Freeman Kelly. Als die Familie von Philadelphia nach Kalifornien zog, schwamm Ellie Daniel beim Arden Hills Swim Club in Sacramento unter Trainer Sherm Chavoor.
Ihre ersten internationalen Erfolge erreichte Ellie Daniel bei den Panamerikanischen Spielen 1967 in Winnipeg. Dort gewann sie über 100 Meter Schmetterling vor den Kanadierinnen Elaine Tanner und Marilyn Corson. Die 4-mal-100-Meter-Lagenstaffel mit Kendis Moore, Catherine Ball, Ellie Daniel und Wendy Fordyce siegte ebenfalls vor den Kanadierinnen.
1968 bei den Olympischen Spielen in Mexiko-Stadt trat Ellie Daniel in drei Wettbewerben an. Zunächst wurde die Lagenstaffel ausgetragen, hier qualifizierte sich das US-Quartett mit der nach den Australierinnen zweitschnellsten Zeit für das Finale. Im Finale traten mit Kaye Hall, Catherine Ball, Ellie Daniel und Susan Pedersen vier Schwimmerinnen an, die im Vorlauf nicht dabei gewesen waren. Die Schwimmerinnen aus den Vereinigten Staaten siegten mit 1,7 Sekunden Vorsprung auf die Australierinnen. Über 100 Meter Schmetterling gewann Ellie Daniel ihren Vorlauf in der insgesamt drittschnellsten Zeit, im Halbfinale siegte sie knapp vor der Australierin Lynette McClements. Im Finale siegte McClements mit 0,3 Sekunden Vorsprung auf Ellie Daniel, die ihrerseits 0,4 Sekunden Vorsprung auf ihre Landsfrau Susan Shields und die Niederländerin Ada Kok auf dem dritten und vierten Platz hatte. Schließlich qualifizierte sich Ellie Daniel als Drittschnellste der Vorläufe auch für das Finale über 200 Meter Schmetterling. Im Finale siegte Ada Kok vor Helga Lindner aus der DDR. Eine Sekunde hinter Lindner erreichte Ellie Daniel den dritten Platz.
Nach den Olympischen Spielen kehrte Ellie Daniel zurück nach Pennsylvania und studierte an der University of Pennsylvania, wo sie unter George Breen trainierte. Sie nahm 1970 an der Universiade in Turin teil und belegte dort den dritten Platz über 100 Meter Schmetterling. Zur Vorbereitung auf die Olympischen Spiele 1972 in München ließ Ellie Daniel ihr Studium ruhen und trainierte wieder bei Sherm Chavoor. Im Sommer 1971 verbesserte Daniel den Weltrekord über 200 Meter Schmetterling, der ein Jahr später von ihrer Landsfrau Karen Moe unterboten wurde. Bei den Olympischen Spielen in München trat Ellie Daniel auf beiden Schmetterlings-Strecken an. Zunächst erreichte sie mit der drittschnellsten Zeit der Vorläufe das Halbfinale über 100 Meter Schmetterling. Ins Finale schwamm sie mit der viertbesten Zeit. Im Finale belegte Ellie Daniel den sechsten Platz. Die drei Medaillen gingen nicht in die Vereinigten Staaten, die US-Schwimmerinnen lagen auf den Plätzen vier bis sechs. Über 200 Meter Schmetterling war Ellie Daniel die Vorlaufschnellste. Im Finale siegte Karen Moe vor Lynn Colella und Ellie Daniel. Dabei schwamm Daniel in 2:16,74 min 1,7 Sekunden schneller als bei ihrem erst kurz zuvor unterbotenen Weltrekord aus dem Vorjahr. Im Gegensatz zur 100-Meter-Distanz gingen hier alle Medaillen in die Vereinigten Staaten.
Nach den Spielen beendete Ellie Daniel ihre aktive Laufbahn, in der sie neben ihren internationalen Erfolgen auch sieben Meistertitel der Amateur Athletic Union gewonnen hatte. Sie ging zurück an die University of Pennsylvania und graduierte 1974. In den Jahren danach war sie noch mehrfach als Athletenbetreuerin bei großen Schwimmwettkämpfen dabei. 1997 wurde Ellie Daniel in die International Swimming Hall of Fame aufgenommen.